# Cattedrale di Kielce
La cattedrale dell'Assunta è la cattedrale della città di Kielce, in Polonia.
Si erge sulla “Collina del Castello”, nel cuore della città.

## Storia e descrizione

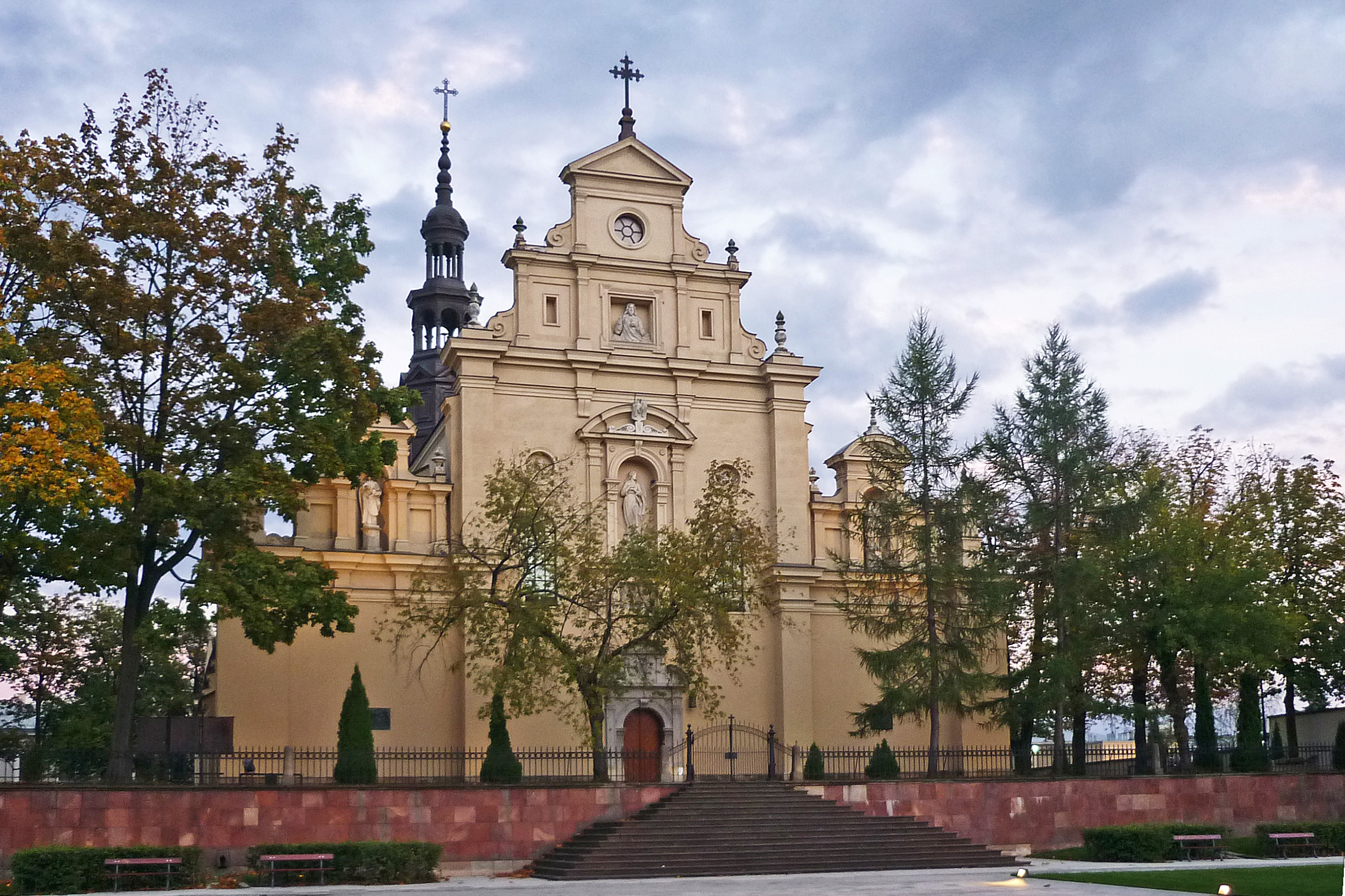
La facciata.

Venne costruita nel XII secolo per volontà dell'allora vescovo di Cracovia, Gedeon.
Distrutta dai Tartari nel 1260 venne ricostruita. Nel 1719 il vescovo Kazimierz Lubienski la ristruttura in quello stile del primo periodo barocco che ancora la caratterizza.
All'interno le tre navate, basate su pianta basilicale, presentano una varietà cromatica negli affreschi realizzati da pittori di Cracovia nel diciannovesimo secolo. 
L'altare principale, progettato da Fontana, è anch'esso in stile barocco e rococò.
Di particolare interesse il trittico gotico raffigurante l'Incoronazione della Vergine Maria con le figure di San Stanislao e Sant'Adalberto presente sulla volta della navata e il dipinto della Madonna con Bambino risalente al 1600.